# LAMTOR4
LAMTOR4 (англ. Late endosomal/lysosomal adaptor, MAPK and MTOR activator 4) – білок, який кодується однойменним геном, розташованим у людей на 7-й хромосомі. Довжина поліпептидного ланцюга білка становить 99 амінокислот, а молекулярна маса — 10 741.
| 10         |  | 20         |  | 30         |  | 40         |  | 50         |
| ---------- |  | ---------- |  | ---------- |  | ---------- |  | ---------- |
| MTSALTQGLE |  | RIPDQLGYLV |  | LSEGAVLASS |  | GDLENDEQAA |  | SAISELVSTA |
| CGFRLHRGMN |  | VPFKRLSVVF |  | GEHTLLVTVS |  | GQRVFVVKRQ |  | NRGREPIDV  |

A: Аланін

C: Цистеїн

D: Аспарагінова кислота

E: Глутамінова кислота

F: Фенілаланін

G: Гліцин

H: Гістидин

I: Ізолейцин

K: Лізин

L: Лейцин

M: Метіонін

N: Аспарагін

P: Пролін

Q: Глутамін

R: Аргінін

S: Серин

T: Треонін

V: Валін

Задіяний у такому біологічному процесі, як ацетилювання. 
Локалізований у лізосомі.